# Garama

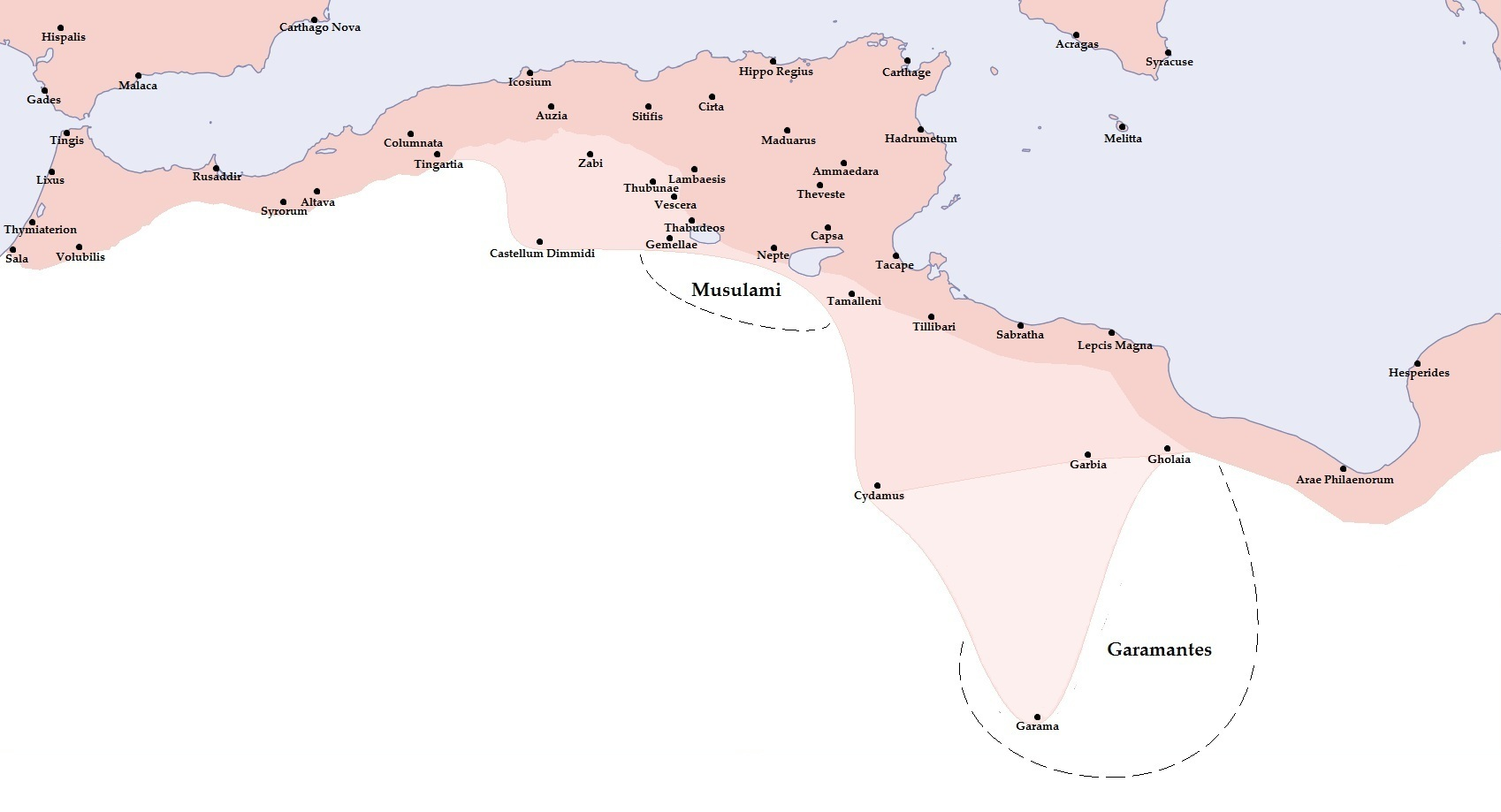
Zie rechtsonder op de kaart

Germa (Arabisch: جرمه), in de oudheid ook bekend als Garama is een archeologische vindplaats in Libië, in de regio Fezzan. Het was de hoofdstad van de Garamanten.
De Garamanten waren een Berbervolk die leefde in de regio Fezzan, in het noordoosten van de Saharawoestijn. Het hoogtepunt van de Garamanten lag rond de tweede er derde eeuw na Chr. De Garamanten waren vaak in strijd met het Romeinse Keizerrijk dat net ten noorden van hun regio was gelegen. Ze waren dan ook berucht voor hun strooptochten in de provincie Africa Proconsularis. Keizer Septimius Severus maakte daar echter een eind aan, door de stad in 203 te verwoesten, en de grens Limes Tripolitanus te verstevigen.
Garama had een bevolking van rond de vierduizend inwoners, en in een radius van 5 km leefde er nog eens zesduizend mensen in omliggende dorpen.